# Karl Platt
Karl Platt (* 14. März 1978 in Nowosibirsk) ist ein deutscher Mountainbiker.

## Leben

### Privater Werdegang
Platt wuchs bis zu seinem zehnten Lebensjahr in Sibirien auf, wohin seine Großeltern während des Stalinismus verbannt wurden. Nachdem unter Gorbatschow das Reiseverbot gelockert wurde, wanderte die Familie nach Deutschland aus und wohnt seitdem in Osthofen.

### Sportliche Laufbahn
1991 kaufte Platt sich ein Mountainbike und schloss sich dem LLG Wonnegau an. Erste Erfolge stellten sich ein: Er wurde 1996 Deutscher Juniorenmeister im Downhill und nach seinem Wechsel zum Cross Country gewann er den Gardasee MTB-Marathon 2001.
Seine größten Erfolge erzielte Platt beim Cape Epic. Er gewann das südafrikanische Mountainbike-Etappenrennen seit 2004 insgesamt fünfmal, zuletzt 2016 mit seinem Schweizer Partner Urs Huber. Dies gelang außer Platt bisher nur dem Schweizer Christoph Sauser, der das Cape Epic ebenfalls fünf Mal gewann. Außerdem wurde Platt 2008 und 2015 Deutscher Meister im Mountainbike-Marathon.
Bei den Mountainbike-Marathon-Weltmeisterschaften 2005 in Lillehammer setzte sich Platt bereits früh vom Feld ab und fuhr dann später lange Zeit mit den drei Erstplatzierten in einer Spitzengruppe. Nach einem Defekt kam er mit einem Rückstand von 6:05 Minuten als bester Deutscher auf Rang sechs ins Ziel.

Seit der Saison 2019 startet Karl Platt im Team BULLS an der Seite des Österreichers Alban Lakata.
Platts Trainingsrevier liegt im Mountainbikepark Pfälzerwald, der in der Nähe seiner Heimatstadt Osthofen gelegen ist.

## Erfolge
Deutsche Meisterschaften
- Deutscher Meister – MTB-Marathon 2008, 2015
- Deutscher Vizemeister – MTB-Marathon 2011
- Deutscher Junioren-Meister – MTB-Downhill 1996

Sonstige Erfolge
- Gardasee-Marathon 2001, 2003
- CC-Bundesliga-Lauf Münsingen 2002
- Bike Transalp bzw. Transalp Challenge 2002 (mit Carsten Bresser), 2004 (mit Manny Heymanns), 2005 (mit Carsten Bresser), 2006 (mit Carsten Bresser), 2007 (mit Stefan Sahm), 2008 (mit Stefan Sahm)
- Transrockies Challenge 2004 (mit A. Hestler)
- Mountainbike-Marathon Sankt Wendel 2004
- Cape Epic 2004 (mit Mannie Heymans), 2007 (mit Stefan Sahm), 2009 (mit Stefan Sahm), 2010 (mit Stefan Sahm), 2016 (mit Urs Huber)
- Bike Trans Germany 2007 (mit Stefan Sahm)
- Trans-Schwarzwald 2008 (mit Stefan Sahm)
- Neustadt-Marathon 2008